# Киддер, Альфред
Альфред Винсент Киддер (англ. Alfred Vincent Kidder; 29 октября 1885, Маркетт, Мичиган, США — 11 июня 1963) — крупнейший археолог XX века из числа из тех, которые занимались изучением истории юго-запада США и Месоамерики. Разработал систематичный подход к изучению доколумбовых культур, автор хронологии Пекос и термина «анасази» для обозначения цивилизации древних пуэбло.
Член Национальной академии наук США (1936).

## Молодость
Родился в семье горного инженера. Поступил в Гарвардский колледж с намерением специализироваться в медицине, однако уже предмедцинские курсы разочаровали его. В 1907 году участвовал в летних раскопках, организованных университетом штата Юта, и с тех пор неоднократно принимал участие в раскопках в штатах Колорадо, Юта и Нью-Мексико. В 1908 году получил степень бакалавра в Гарварде, а в 1914 году — степень доктора антропологии там же.
После этого принял участие в нескольких экспедициях в Аризону, спонсированных Гарвардским музеем археологии и этнологии имени Пибоди. Материалы раскопок на юго-западе и в центральной части США позволили ему составить подробную классификацию индейской керамики этих регионов.

## Археологические и этнологические исследования
Его «Введение в изучение северо-западной археологии» (Introduction to the Study of Southwestern Archaeology, 1924) представляло собой первый синтез североамериканской доисторической эпохи на основании собранных археологических и этнологических данных.
В конце 1920-х годов по инициативе Киддера в г. Пекос была созвана конференция археологов и этнологов, где была предложена Хронология Пекос, обобщающая накопленные к тому времени сведения по археологии древних пуэбло. Позднее, в 1936 году, Киддер использовал термин из языка навахо, «анасази», для обозначения крупнейшей из культур древних пуэбло.
Также Киддер в течение нескольких десятилетий проводил мультидисциплинарные исследования руин Каминальхуйу эпохи майя в Гватемале, на основании чего была установлена стратиграфия цивилизации майя. В 1939 году он стал почётным куратором отдела Северо-западной американской археологии в музее Пибоди Гарвардского университета.
В 1951 г. участвовал широкомасштабной дискуссии археологов Гарвардского университета о доклассических цивилизациях Месоамерики.

## Защита и репатриация индейских захоронений
Во время раскопок Пекос-Пуэбло, в особенности в период 1915—1929 гг., обнаруженные керамические и другие артефакты были отправлены в музей Роберта С. Пибоди в Андовере, тогда как обнаруженные человеческие останки — в музей Пибоди в Гарварде. В то время археологи не спрашивали разрешения индейцев на раскопки домов и могил их предков. Хотя Киддеру было известно о связи между заброшенным поселением Пекос-Пуэбло и современным племенем пуэбло-хемес, он не мог предположить, что племя заявит претензии на артефакты и человеческие останки.
Согласно закону, принятому Конгрессом США в 1936 г., племя пуэбло-хемес стало законным и официальным представителем поселения Пуэбло-Пекос, которое находилось в частной собственности во время раскопок Киддера. На основании «Закона о защите и репатриации могил коренных американцев», который требует от местных и федеральных музеев инвентаризировать и публиковать в Федеральном реестре любые местные погребения и культурные объекты, племя пуэбло-хемес заявило иск в качестве правопреемников обитателей долины Пекос. Человеческие останки, обнаруженные экспедицией Киддера, были возвращены народу хемес в 1999 году и ритуально погребены в Национальном историческом парке Пекос. Киддер похоронен невдалеке, рядом с Пекос-Пуэбло.

## Публикации
Kidder’s writings include «Introduction to the Study of Southwestern Archaeology (1924)», regarded as the first comprehensive archaeological study of a New World area; «The Pottery of Pecos (2 vol., 1931-36)»; «The Artifacts of Pecos (1932)»; and «Pecos, New Mexico: Archaeological Notes (1958)».
- Kidder, Alfred V. «Prehistoric cultures of the San Juan drainage — 1914.» Reproduced in Alfred V. Kidder, by Richard B. Woodbury, Columbia University Press, New York, 1973, pp. 99-107.
- Kidder, Alfred V. and Kidder, Mary A. «Notes on the pottery of Pecos — 1917.» American Anthropologist 19(3):325-360.
- Kidder, Alfred V., Jennings, Jesse D., Shook, Edwin M. Shook, with technological notes by Anna O. Shepard. «Excavations at Kaminaljuyu, Guatemala.» Carnegie Institution of Washington. Publication 561. Washington, D.C. 1946.